# Sniper (Hip-Hop-Gruppe)
Sniper ist eine französische Hip-Hop-Gruppe aus Paris. Sie fand sich bereits 1997 in Francofolies de La Rochelle zusammen. Sie besteht aus den Rappern Tunisiano, Aketo und Black Renega. DJ und Produzent der Gruppe ist Mohamed Ali Kebaier aka DJ Boudj.

## Werdegang
Die Gruppe ist in Frankreich sehr bekannt, jedoch umstritten wegen ihrer teilweise aggressiven Texte. 2004 wurde durch den damaligen französischen Innenminister Nicolas Sarkozy Anklage gegen die Gruppe erhoben. Sniper hatte in dem Lied „La France“ davon gesungen, dass sie „heiß“ wären, „Minister und Faschos auszulöschen“. Sarkozy erhob daher im Namen seines Ministeriums im April 2004 in Rouen Klage gegen Sniper wegen Gewaltverherrlichung und Aufruf zum Beamtenmord. Den Mitgliedern der Gruppe drohten fünf Jahre Haft und 45 000 Euro Buße. Am 25. August 2006 hat in zweiter Instanz das Appellationsgericht in Rouen die Gruppe freigesprochen. Das Album „Du rire aux larmes“, in dem die fraglichen Zeilen zu hören waren, wurde mittlerweile über 250.000 Mal verkauft.
Ihre größte Hit-Single war „Gravé dans la roche“ (Platz 5 in Frankreich). Ihr höchstplatziertes Album ist ihr 2006er-Werk „Trait pour trait“ (Platz 1 in Frankreich). Sie haben außerdem 2007 den Track „Quoi qu’il arrive“ für den Film T4xi aufgenommen. Im Jahr 2007 brachte Aketo sein Soloalbum „Cracheur de venin“ heraus, das einige Aufnahmen mit französischen Rappern wie Alkpote, Soprano, Salif, Seth Gueko, Sefyu, Six Coups Mc und L'Skadrille beinhaltet. 2008 veröffentlichte Tunisiano sein Soloalbum „Les Regard des Gens“, das sehr erfolgreich verkauft wird und auch in der deutschen Hip-Hop-Szene Anklang fand. Das Album unterscheidet sich zudem von den bisherigen Sniper-Alben und verzichtet auf provokante Texte; so gibt es auch sehr weltoffene Titel wie etwa „Citoyen du Monde“ (feat. Zaho).

## Diskografie

### Alben
| Jahr | Titel                        | Höchstplatzierung, Gesamtwochen, AuszeichnungChartplatzierungen (Jahr, Titel, Platzierungen, Wochen, Auszeichnungen, Anmerkungen) | Höchstplatzierung, Gesamtwochen, AuszeichnungChartplatzierungen (Jahr, Titel, Platzierungen, Wochen, Auszeichnungen, Anmerkungen) | Höchstplatzierung, Gesamtwochen, AuszeichnungChartplatzierungen (Jahr, Titel, Platzierungen, Wochen, Auszeichnungen, Anmerkungen) | Anmerkungen                              |
| Jahr | Titel                        | FR | BEW | CH | Anmerkungen                              |
| ---- | ---------------------------- | --- | --- | --- | ---------------------------------------- |
| 2001 | Du rire aux larmes           | FR21 Platin · (60 Wo.)FR | — | — | Erstveröffentlichung: 29. Januar 2001    |
| 2003 | Gravé dans la roche          | FR3 ×2Doppelplatin · (54 Wo.)FR                                                                                                   | BEW20 (7 Wo.)BEW | CH25 (17 Wo.)CH | Erstveröffentlichung: 19. Mai 2003       |
| 2006 | Trait pour trait             | FR1 Platin · (43 Wo.)FR | BEW7 (29 Wo.)BEW | CH13 (16 Wo.)CH | Erstveröffentlichung: 22. Mai 2006       |
| 2011 | À toute épreuve              | FR5 (14 Wo.)FR | BEW41 (6 Wo.)BEW | — | Erstveröffentlichung: 26. September 2011 |
| 2018 | Personnalité suspecte vol. 1 | FR22 (6 Wo.)FR | BEW38 (8 Wo.)BEW | CH50 (1 Wo.)CH | Erstveröffentlichung: 19. Oktober 2018   |

Weitere Alben
- 2009: C’est pas fini

### Singles
| Jahr | Titel Album                           | Höchstplatzierung, Gesamtwochen, AuszeichnungChartplatzierungen (Jahr, Titel, Album, Platzierungen, Wochen, Auszeichnungen, Anmerkungen) | Höchstplatzierung, Gesamtwochen, AuszeichnungChartplatzierungen (Jahr, Titel, Album, Platzierungen, Wochen, Auszeichnungen, Anmerkungen) | Höchstplatzierung, Gesamtwochen, AuszeichnungChartplatzierungen (Jahr, Titel, Album, Platzierungen, Wochen, Auszeichnungen, Anmerkungen) | Anmerkungen           |
| Jahr | Titel Album                           | FR | BEW | CH | Anmerkungen           |
| ---- | ------------------------------------- | --- | --- | --- | --------------------- |
| 2001 | Pris pour cible Du rire aux larmes    | FR21 (13 Wo.)FR | — | — |                       |
| 2001 | Quand on te dit Du rire aux larmes    | FR47 (17 Wo.)FR | — | — |                       |
| 2002 | Du rire aux larmes                    | FR49 (7 Wo.)FR | — | — |                       |
| 2002 | On s’en sort bien Du rire aux larmes  | FR97 (3 Wo.)FR | — | — |                       |
| 2003 | Gravé dans la roche                   | FR5 Gold · (29 Wo.)FR | — | CH29 (20 Wo.)CH |                       |
| 2003 | Y’a pas de mérite Gravé dans la roche | — | — | CH77 (7 Wo.)CH |                       |
| 2003 | Sans (re)pères Gravé dans la roche    | FR10 (24 Wo.)FR | — | CH46 (9 Wo.)CH |                       |
| 2006 | Trait pour trait                      | FR18 (14 Wo.)FR | BEW11 (22 Wo.)BEW | CH65 (5 Wo.)CH |                       |
| 2011 | Fadela À toute épreuve                | FR85 (1 Wo.)FR | — | — |                       |
| 2011 | J’te parle À toute épreuve            | FR55 (5 Wo.)FR | — | — | feat. Soprano         |
| 2011 | Blood Diamondz À toute épreuve        | FR39 (12 Wo.)FR | — | — | feat. Sexion d’Assaut |

### Gastbeiträge
| Jahr | Titel Album    | Höchstplatzierung, Gesamtwochen, AuszeichnungChartplatzierungen (Jahr, Titel, Album, Platzierungen, Wochen, Auszeichnungen, Anmerkungen) | Höchstplatzierung, Gesamtwochen, AuszeichnungChartplatzierungen (Jahr, Titel, Album, Platzierungen, Wochen, Auszeichnungen, Anmerkungen) | Höchstplatzierung, Gesamtwochen, AuszeichnungChartplatzierungen (Jahr, Titel, Album, Platzierungen, Wochen, Auszeichnungen, Anmerkungen) | Anmerkungen                                                         |
| Jahr | Titel Album    | FR | BEW | CH | Anmerkungen                                                         |
| ---- | -------------- | --- | --- | --- | ------------------------------------------------------------------- |
| 2004 | Bons moments – | FR19 (13 Wo.)FR | — | CH80 (6 Wo.)CH | L’Skadrille feat. Sniper                                            |
| 2013 | Paname Boss –  | FR54 (3 Wo.)FR | BEW42 (1 Wo.)BEW | — | La Fouine feat. Sniper, Niro, Youssoupha, Canardo, Fababy, Sultan 7 |